# Malaspina (Chubut)
Malaspina es una localidad rural argentina del departamento Florentino Ameghino, Provincia del Chubut. Se sitúa en las coordenadas 44°55'60"S 66°54'00"O, sobre la Ruta Nacional 3 entre Garayalde y Pampa Salamanca, a 130 km de Comodoro Rivadavia.
Concentra población que se considera como población rural, no pudiendo ser definida en un solo número por estar separados sus pocos habitantes.
En los últimos años, existe el proyecto de realizar un parque eólico a 12 km al sudoeste de la localidad, el cual estaría conectado al Interconectado Nacional y conformado por 40 molinos de 107 m de altura.

## Toponimia
El nombre del poblado fue puesto en homenaje al científico, naturalista, explorador y marino italoespañol del siglo XVIII Alejandro Malaspina (o Alessandro Malaspina).

## Geografía
Se ubica en la pampa homónima a una altitud de 525 m s. n. m. y forma parte de la Cuenca del Golfo San Jorge. La característica principal del terreno es lo plano con algunas ondulaciones suaves, debido a la influencia de la erosión del viento. También, existen algunas profundidades y cañadones producto de la erosión fluvial, que poseen cursos de agua efímeros. La vegetación es típica de la meseta patagónica. En las estancias lindantes se practica la ganadería ovina.

## Clima
La temperatura media anual es de 12,8 °C. Las mínimas llegan a los 3 °C y las máximas a 32 °C. La precipitación media es de 250 mm y las mayores ocurren en junio y julio.